# Rugby Park
El Rugby Park es un estadio de fútbol ubicado en la ciudad de Kilmarnock en Escocia, fue inaugurado en 1899 y es uno de los estadios más antiguos del país, posee una capacidad para 18 128 espectadores y es el estadio del club Kilmarnock FC que disputa la Scottish Premiership.
El estadio inaugurado en 1899 fue en su comienzo de uso mixto para la práctica del rugby y de fútbol, de lo que deriva su nombre. A principios de los años noventa las presiones derivadas del Informe Taylor - medidas tendientes a reducir el vandalismo y aumentar la seguridad en los estadios británicos - significó que el Rugby Park tendría que reconvertirse y adaptarse a las exigencias de la Liga. Se discutió un cambio a un nuevo estadio, pero la idea fue rechazada en favor de una transformación total. El último partido antes de la reconstrucción fue jugado el 7 de mayo de 1994, cuando el Kilmarnock venció a Rangers por 1-0. Su construcción se inició al día siguiente lo que se tradujo en que la capacidad del estadio se redujera significativamente a cerca de 18 000 espectadores.
La re-inauguración del nuevo estadio exclusivo para la práctica del fútbol tuvo lugar el 6 de agosto de 1995 en un partido amistoso que enfrentó al Kilmarnock en contra del campeón de la Premier League el Blackburn Rovers, juego que finalizó con la victoria del conjunto inglés por 5-0 incluyendo un hat-trick de su goleador Alan Shearer.
En junio de 2002, se inauguró el Park Hotel, un hotel aledaño al estadio que cuenta con cincuenta habitaciones dobles, un centro de conferencias, un bar cafetería y un restaurante.

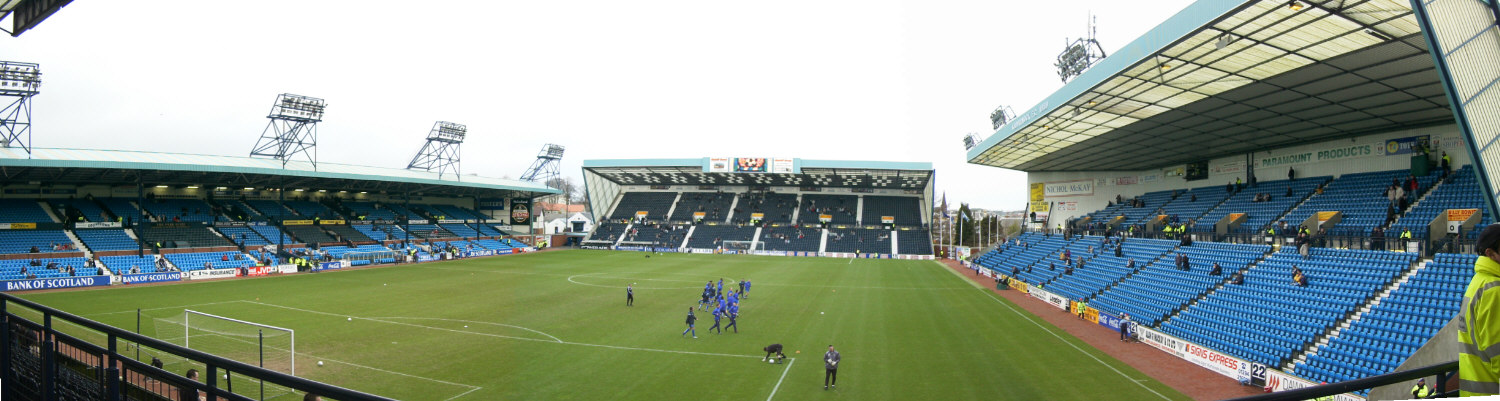
Imagen del Rugby Park.